# Пустиња Ка'у
Пустиња Ка'у се налази на Хавајима, у јужном делу острва Хавај. Захвата површину од око 250 km². Прекривена је стврднутом лавом, дробином и песком, а због киселих киша оскудује у вегетацији. Према типу подлоге спада у камените пустиње са вулканском основом.

## Галерија слика
- Пустиња Ка'у
- Пустиња Ка'у
- Пустиња Ка'у
- Пустиња Ка'у
- Пустиња Ка'у